# Dominique Follacci
Dominique Follacci, né le 18 mai 1879 à Annaba, est un gymnaste artistique français.
Il participe aux épreuves de gymnastique aux Jeux olympiques d'été de 1908 à Londres. 
Aux Championnats du monde de gymnastique artistique 1911, il rest médaillé d'argent au concours par équipe, aux anneaux et aux barres parallèles.